# It's Raining Men
It's Raining Men è una canzone scritta da Paul Jabara e Paul Shaffer e originariamente interpretata dalle Weather Girls nel 1982.
La canzone era stata proposta a diverse artiste, tra cui Donna Summer, Grace Jones, Diana Ross, Cher, Chaka Khan, Teena Marie, Gloria Gaynor e Barbra Streisand prima di essere affidata al gruppo.
Sono state fatte varie cover di questa canzone, tra cui la stessa Martha Wash delle Weather Girls in un duetto con RuPaul nel 1998, Geri Halliwell nel 2001 e le Young Divas nel 2006.
È considerata un classico nel suo genere e, per i suoi contenuti, è diventato un inno gay.

## La versione originale
La versione originale delle Weather Girls arrivò in testa alla classifica U.S. Disco Chart, debuttando nell'ottobre 1982. È stata anche alla numero 34 nella U.S. R&B e alla 46 della Billboard Hot 100. È stata estratta dall'album Success e arrivò alla posizione numero 2 della classifica dei singoli inglese.
In seguito Martha Wash, una cantante del duo originale, duettò con RuPaul in It's Raining Men... The Sequel, un seguito ideale del brano.

### Classifiche
| Classifica (1982)           | Posizione |
| --------------------------- | --------- |
| U. S. Billboard Hot 100     | 46        |
| U. S. Hot R&B/Hip-Hop Songs | 34        |
| U. S. Hot Dance Club Play   | 1         |
| Classifica (1984)           | Posizione |
| Official Singles Chart      | 2         |
| Classifica (1998)           | Posizione |
| U. S. Hot Dance Club Play 1 | 22        |

## La versione di Geri Halliwell
Geri Halliwell ha realizzato una cover della canzone, pubblicata come singolo apripista del suo secondo album, Scream If You Wanna Go Faster, il 5 marzo 2001 per l'etichetta discografica EMI. Questa canzone è la colonna sonora del film Il diario di Bridget Jones, ma è stata anche la sigla iniziale della trasmissione televisiva Amici di Maria De Filippi in onda su Canale 5 nella fase serale e della trasmissione di Radio 1 Contemporanea, condotta da Ennio Cavalli.
Ha debuttato alla posizione numero uno della classifica dei singoli britannica restandovi per due settimane e diventando il quarto singolo consecutivo per la cantante ad aver raggiunto la prima posizione di quella classifica.
Considerato il più grande successo commerciale della cantante, ha venduto più di 4 milioni di copie in tutto il mondo e ha raggiunto la posizione numero due dei singoli più venduti del 2001 dietro a Lady Marmalade nella versione di Christina Aguilera, Mya, Lil' Kim e Pink uscita per il film Moulin Rouge!. Si tratta del singolo di una ex Spice Girls che ha venduto di più e ha permesso alla Halliwell di vincere il International Song of the Year award ai NRJ Music Awards in Francia nel 2002.
L'inizio del video della versione di Geri Halliwell è ispirato dalla scena dell'audizione del film Flashdance del 1983. Il resto del video ricorda il film Saranno famosi del 1980.

### Formati e tracce
UK & Europe CD1/International CD Maxi
(Pubblicato il 30 aprile 2001)
1. It's Raining Men - 4:18
2. I Was Made That Way - 4:45
3. Brave New World - 4:10
4. It's Raining Men Enhanced Video

UK & Europe CD2/Australian CD Maxi
(Pubblicato il 30 aprile 2001)
1. It's Raining Men - 4:18
2. It's Raining Men [Bold And Beautiful Glamour Mix Edit] - 4:46
3. It's Raining Men [Almighty Mix Edit] - 3:46
4. It's Raining Men [D-Bop Tall And Blonde Mix Edit] - 6:55

European 2-Track CD Single
(Pubblicato il 30 aprile 2001)
1. It's Raining Men - 4:18
2. Brave New World - 4:10

Italian 12"
(Pubblicato il 18 luglio 2001)
Side A
1. It's Raining Men - 4:18
2. It's Raining Men [Bold And Beautiful Glamour Mix Edit] - 4:46

Side B
1. It's Raining Men [Almighty Mix Edit] - 3:46
2. It's Raining Men [D-Bop Tall And Blonde Mix Edit] - 6:55

### Classifiche

#### Classifiche settimanali
| Classifica        | Posizione massima |
| ----------------- | ----------------- |
| Australia         | 4                 |
| Austria           | 5                 |
| Belgio (Fiandre)  | 1                 |
| Belgio (Vallonia) | 2                 |
| Danimarca         | 6                 |
| Finlandia         | 7                 |
| Francia           | 1                 |
| Italia            | 1                 |
| Norvegia          | 13                |
| Nuova Zelanda     | 15                |
| Paesi Bassi       | 3                 |
| Regno Unito       | 1                 |
| Svezia            | 10                |
| Svizzera          | 4                 |

#### Classifiche di fine anno
| Classifica  | Posizione |
| ----------- | --------- |
| Regno Unito | 2         |